# Kudos
Il termine inglese kudos deriva dal greco antico κῦδος?, kŷdos, "gloria, fama, rinomanza" (acquisita soprattutto in guerra), ma usata, al giorno d'oggi, soprattutto in ambito accademico per esprimere le congratulazioni implicando, quindi, un riconoscimento pubblico positivo per le proprie azioni al raggiungimento di un successo. Il termine è di uso comune in vari ambiti lessicali nei paesi anglofoni: nell'inglese britannico (dove si pronuncia [ˈkjuːdɒs]) indica "la pubblica ammirazione che una persona riceve come risultato di una particolare conquista o posizione nella società", mentre nell'inglese americano (pron. [ˈkuːdɑːs], o [ˈkudɑs, -doʊs]) indica "la lode, l'ammirazione, e la fama ricevuti per un risultato". Il termine kudos, in origine singolare, viene spesso usato nella lingua inglese come se fosse plurale, dato che termina per -s: di conseguenza, ne è stato ricavato anche un nuovo singolare, kudo.

## Diffusione del termine
Il termine si diffuse negli anni venti nel mondo anglosassone attraverso il giornalismo, soprattutto nei titoli degli articoli.
Il suo uso si è esteso nell'ambito aziendale, per indicare i risultati raggiunti. 
Il vocabolo si è affermato anche in ambito web, per indicare una valutazione (una sorta di "punteggio") dato agli utenti di social network (ad esempio in MySpace o in Strava come in Reddit) agli interventi pubblicati, a servizi online, a videogiochi, o anche come feedback per campagne di web marketing.
In alcuni casi, specie nei contesti aziendali, il termine kudos può essere rafforzato dal termine "spaziale". Spesso, questo epiteto, viene condiviso ad alta voce nei luoghi di lavoro in modo che il diretto interessato ne venga così a conoscenza. Nell'universo aziendale anglosassone, viene affiancato da suoni onomatopeici che rimandano a vecchi effetti speciali della cinematografia fantascientifica degli anni 70 (es. suono dell'arma laser nel momento in cui viene esplosa).
Nella famosa canzone rock My Hero del gruppo statunitense Foo Fighters, viene detto nel ritornello "Kudos, my hero".